# Ніговський Йосип Іванович
Ніговський Йосип Іванович (27 грудня 1874, ? — ?) — командир куреня Армії УНР.

## Біографія
Закінчив Миколаївське інженерне училище (у 1896 році), служив у 6-му понтонному батальйоні (місто Київ). Останнє звання у російській армії — підполковник.
У 1917 році — командир запасного понтонного батальйону у Києві, який у листопаді 1917 року був українізований. Наприкінці 1918 року — інспектор технічних частин 4-го Київського корпусу військ Директорії та Дієвої Армії УНР. Станом на 16 серпня 1919 року — командир 8-го Запорізького технічного куреня.
Подальша доля невідома.